# Kel-Tec PMR-30
PMR-30 — американський самозарядний пістолет виробництва компанії Kel-Tec.

## Характеристика
Пістолет одинарної дії з вільним затвором, який використовує набій .22 Winchester Magnum Rimfire і оригінальний дворядний магазин на 30 набоїв. У пістолеті використовується багато полімеру для економії маси та вартості: металевими є лише сталеві затвор та ствол, а також алюмінієва внутрішня рамка рукоятки.
PMR-30 має фіксовані оптоволоконні відкриті прицільні пристосування. Затвор попередньо просвердлений для встановлення різних коліматорів при купівлі відповідних монтажних пластин у виробника.
Зусилля на спусковому гачку становить від 16 до 22 Н. У ході випробувань пістолет показав середню швидкість 412 м/с зі 109-міліметрвоим стволом. Kel-Tec також пропонує подовжений 127 міліметровий ствол з різьбленням і з алюмінієвим полум'ягасником. Окрім цього, доступний гвинтівковий варіант CMR-30.
З моменту появи на ринку PMR-30 зазнав кількох покращень через проблеми з ранньою конструкцією. Швидкість повороту нарізів ствола була збільшена до 1:11, щоб краще стабілізувати кулю та зменшити замкову щілину. Для каркаса тепер використовується міцніший полімер з легкою текстурою. Це виключає провисання рами, через яке раніше спостерігався великий зазор між передньою частиною рами та стволом. Це також надає оправі менш блискучого вигляду і робить її менш гладкою в руці. Як посилення казенної частини було додано більше металу, щоб повністю закрити закраїну зарядженого набою і підвищити безпеки користувача у разі розриву гільзи.

## В культурі

### Кінематограф
- Гаваї 5.0 (сезон 6, серія 17)

### Відеоігри
- CrossFire
- 007: Legends
- Hot Dogs, Horseshoes & Hand Grenades